# Mobvoi
Mobvoi je čínský výrobce elektronických zařízení. Ve svém portfoliu má k roku 2023 třináct chytrých hodinek, šest bezdrátových sluchátek a jeden chytrý reproduktor. Společnost byla založena panem Zhifei Li v roce 2012 a sídlí v Pekingu v Číně.

## Historie
Společnost založil v říjnu 2012 Zhifei Li. V květnu 2013 vydala svou službu Voice Search Service, která je součástí populární aplikace pro zasílání zpráv WeChat. V roce 2014 společnost Mobvoi spustila svou nezávislou aplikaci pro hlasové vyhledávání s názvem Chumenwenwen, která pokrývá více než 60 vertikálních domén a poskytuje různé typy každodenních informací.
V roce 2014 vydala společnost Mobvoi svůj vlastní operační systém pro chytré hodinky TicWear založený na Wear OS společnosti Google. Mezi úpravami TicWear odstraňuje služby Google, které jsou v Číně zakázány. Mobvoi spolupracuje s Frog Design na vydání TicWatch.
V roce 2015 Google vytvořil strategické partnerství s Mobvoi, aby společně pracovali na úsilí přinést Wear OS do Číny. Moto 360 bylo prvním zařízením Wear OS v Číně, které podporovalo hlasové vyhledávání a hlasové ovládání. Mobvoi také spustil Googlem podporovaný Mobvoi Store China.
Poté, v červnu 2015, Mobvoi spustil v Číně TicWatch s operačním systémem TicWear. TicWatch se umístily na prvním místě v prodejích chytrých hodinek Android v Číně a jsou na druhém místě za Apple Watch na platformách jako JD.com, Tmall, Suning a Amazon. TicWatch má více než 100 tisíc uživatelů a více než 100 milionů prodejů.
V roce 2016 společnost Mobvoi spustila službu TicAuto, což je zrcadlo s umělou inteligencí pro automobily. CES 2016 předvedl Ticauto a Ticmirror v sekci inovací v automobilovém průmyslu.
V červnu 2016 byly TicWatch 2 spuštěny na crowdfundingové platformě JD.com a prodaly se za více než 12 milionů RMB během 11 dnů. 25. července 2016 spustil Mobvoi na Kickstarteru TicWatch 2 Global Edition. Kickstarter dosáhl svého cíle 50 000 USD za méně než deset minut a vygeneroval více než 2 miliony podpory za méně než 29 dní.
V dubnu 2017 Mobvoi spustil svého historicky prvního chatbota, který dokáže komunikovat s hlasově aktivovanými zařízeními chytré domácnosti.